# Thrinoxethus verhoeffi
Thrinoxethus verhoeffi är en mångfotingart som först beskrevs av Kraus 1956.  Thrinoxethus verhoeffi ingår i släktet Thrinoxethus och familjen Aphelidesmidae. Inga underarter finns listade i Catalogue of Life.